# Alice Kunek
Alice Kunek (ur. 6 stycznia 1991 w Box Hill) – australijska koszykarka, posiadająca także irlandzkie obywatelstwo, grająca na pozycjach rzucającej lub niskiej skrzydłowej, reprezentantka kraju, obecnie zawodniczka VBW Arki Gdynia.
16 sierpnia 2018 została zawodniczką Energi Toruń. 26 czerwca 2019 dołączyła do australijskiego Eltham Wildcats.
30 czerwca 2020 zawarła umowę z Arką Gdynia.

## Osiągnięcia
Stan na 17 czerwca 2022, na podstawie, o ile nie zaznaczono inaczej.
Drużynowe
- Mistrzyni:
  - Polski (2021)[5]
  - Mistrzyni Australii (WNBL – 2011)
- Wicemistrzyni Australii (2012)
- Brązowa medalistka mistrzostw Polski (2022)[6]
- Zdobywczyni:
  - Pucharu Polski (2021)[7]
  - Superpucharu Polski (2020)[8]
- Finalistka:
  - Pucharu Polski (2019[9], 2022[10])
  - Superpucharu Polski (2021)[11]

Indywidualne
- MVP finałów EBLK (2021)[12]
- Zaliczona do:
  - I składu:
    - Pucharu Polski (2019)[13]
    - EBLK (2021)[14]
    - kolejki EBLK (20 – 2021/2022)[15]

  - II składu WNBL (2020)
- Liderka EBLK w skuteczności rzutów wolnych (2019 – 93,6%, 2022 – 90,2%)[16]

Reprezentacja
- Mistrzyni:
  - Igrzysk Wspólnoty Narodów (2018)
  - Oceanii (2015)
- Wicemistrzyni Azji (2017)
- Brązowa medalistka:
  - uniwersjady (2013)
  - mistrzostw świata 3x3 (2012)
- Uczestniczka mistrzostw świata U–19 (2009 – 5. miejsce)